# Exhyalanthrax volkovitshi
Exhyalanthrax volkovitshi är en tvåvingeart som beskrevs av Zaitzev 1998. Exhyalanthrax volkovitshi ingår i släktet Exhyalanthrax och familjen svävflugor. Inga underarter finns listade i Catalogue of Life.